# 立飛グループpresents 東京042〜多摩もりあげ宣言〜
『立飛グループpresents 東京042〜多摩もりあげ宣言〜』（たちひグループプレゼンツ・とうきょう042・たまもりあげせんげん）は、TBSラジオで2023年1月7日から毎週土曜日に放送されているラジオ番組。

## 概要
東京都多摩地域に特化した、立飛ホールディングス提供のラジオ番組。「文化・芸術、スポーツの分野で立川を、多摩を盛り上げたい」という立飛グループの思いと共に、「多摩地域をもりあげる」をコンセプトに放送している。東京都国分寺市出身で同市の観光大使を務める土屋礼央と、八王子市にキャンパスを置く中央大学落語研究会出身の林家つる子が、ありとあらゆる多摩の魅力を特集し、多摩愛あふれるトークで語り尽くす。
番組開始当初から、多摩地域の音楽フェス「タマーソニック（タマソニ）」の開催を目標に掲げている。
「東京042」は多摩地域の市外局番 より命名された。
「多摩もりあげ宣言」の題字は土屋礼央の父で日本画家の土屋禮一が手がけ、番組ビジュアルはイラストレーターの大崎メグミが描いた。
番組内で放送されている立飛グループのラジオCMに番組パーソナリティの二人が各々起用されている。
番組開始から「#tokyo042」を公式ハッシュタグとしていたが、2024年12月14日の放送で2025年1月から「#たまもり」への移行を発表。同年4月5日の放送で「#たまもり042」を公式ハッシュタグとして採用した。

## 放送時間
- 毎週土曜日 15:25 - 15:55

## 出演
- 土屋礼央（東京都国分寺市出身、国分寺市観光大使）
- 林家つる子（東京都八王子市中央大学落語研究会出身）

## 特集
- 多摩地域プレゼン対決
  - 「調布VS相模原町田VS北多摩」（2023年1月21日・1月28日放送）[5][6]
  - 「八王子VS立川」（2023年2月4日・2月11日放送）[7][8]
- 妄想音楽フェス「タマーソニック」開催
  - 第1回（2023年2月18日放送）[9]
  - 第2回（2023年4月29日放送）[10]
  - 第3回（2024年8月17日放送）[11]
- 「多摩人」特集 - 多摩とゆかりが深い偉人をゲストに迎える
  - 大瀧詠一[注 3] - 瑞穂町在住（2023年2月25日・3月4日放送）[12][13]
  - 木根尚登（TM NETWORK）- 立川市出身（2023年4月15日・4月22日放送）[14][15]
  - 宮田和弥（JUN SKY WALKER(S) ） - 西東京市PR親善大使（2023年6月3日放送） - コメント出演[16]
  - 玉袋筋太郎 - 檜原村観光大使（2023年7月22日・7月29日放送）[17][18]
  - 山野辺翔（埼玉西武ライオンズ）- 府中市出身（2023年8月5日放送）- コメント出演[19]
  - 尾崎世界観（クリープハイプ）- 国立市在住（2023年9月2日・9月9日放送）[20][21]
  - ユージ - 東村山市出身（2023年9月30日・10月7日放送）[22][23]
  - 宇都宮隆（TM NETWORK）- 立川市出身（2023年11月4日・11月11日放送）[24][25]
  - 佐藤満春（どきどきキャンプ）- 町田市在住（2023年11月25日・12月2日放送）[26][27]
  - 白柳雅文 - 「八王子魂 Festival & Carnival 2023」総合プロデューサー（2023年12月16日放送）[28]
  - ウエンツ瑛士 - 武蔵野市出身（2024年1月6日・1月13日放送）[29][30]
  - たけうちほのか - 町田市出身（2024年2月3日・2月10日放送）[31][32]
  - 辻発彦（埼玉西武ライオンズ 前監督）- 最も多摩に近い球団で監督を務めた（2024年2月17日・2月24日放送）[33]
  - 坂根千里 - 国立市「スナック水中」ママ（2024年3月2日・3月9日放送）[34]
  - しまおまほ - 多摩美術大学出身（2024年4月13日・4月20日放送）[35][36]
  - 宇梶剛士 - 国立市出身（2024年6月8日・6月15日放送）[37][38]
  - 酒井一圭（純烈） - 府中市在住・後上翔太（純烈） - 国分寺市出身（2024年7月20日・7月27日放送）[39][40]
  - ねづっち - 日野市出身（2024年8月3日・8月10日放送）[41][42]
  - 西園寺瞳（氣志團） - 多摩市出身（2024年8月24日放送）[43]
  - 武田砂鉄 - 東大和市出身（2024年8月31日・9月7日放送）[44][45]
  - ガクテンソク - 国分寺市観光大使（2024年9月21日・9月28日放送）[46][47]
  - アジャコング - 立川市出身（2024年10月19日・10月26日放送）[48][49]
  - サッシャ - 府中市出身（2024年11月30日・12月7日放送）[50][51]
  - 蝶野正洋 - 三鷹市出身（2024年12月14日・12月21日放送）[52][53]
  - 加納広明（全力さん） - 東京ヴェルディサポーター（2025年1月11日放送）[54]
  - 橋口洋平（wacci） -  青梅市出身（2025年1月18日・1月25日放送）[55][56]
  - 久住昌之 - 三鷹市出身、在住（2025年2月1日・2月8日放送）[57][58]
  - 小室哲哉（TM NETWORK） - 府中市出身（2025年3月1日・3月8日放送）[59][60]
  - 浦沢直樹 - 府中市出身（2025年4月12日・4月19日放送）[61][62]
  - ホリエアツシ（ストレイテナー） - 中央大学八王子キャンパス出身 （2025年4月26日・5月3日放送）[63][64]
  - 小崎奈央子（株式会社けやき出版 代表取締役） - 国立市出身、立川市在住（2025年5月10日放送）[65]
  - 太宰治 - 三鷹市在住（2025年5月31日放送）[66]
  - 岡本知高 - 国立音楽大学出身（2025年6月7日・6月14日放送）[67][68]
  - 高田純次 - 調布市出身（2025年6月21日・6月28日放送）[69][70]

- 多摩の地名・地形
  - 多摩地域の地名と地形（2023年3月11日・3月18日放送）[71][72]
  - 多摩の“スリバチ”特集（2024年11月2日・11月9日）[73][74]
  - 多摩の“地名の魔力”（2024年11月16日・11月23日放送）[75][76]

- 「多摩ステーション物語」- 多摩地域の駅にまつわるエピソードを紹介する
  - 吉祥寺駅、大塚・帝京大学駅、町田駅、立川北駅（2023年3月25日放送）[77]
  - 奥多摩駅、秋津駅、萩山駅、立川駅、高尾駅（2023年4月8日放送）[78]
  - 恋ヶ窪駅、立飛駅（2023年5月13日放送）[79]
  - 清瀬駅、上北台駅（2023年6月3日放送）[16]
  - 萩山駅、拝島駅、武蔵五日市駅、調布駅（2023年7月15日放送）[80]
  - 西武多摩川線（2023年8月5日放送）[19]
- 多摩地域の天気（2023年4月1日放送）[81]
- 玉川上水（2023年5月6日放送）[82]
- 多摩地域のコミュニティFM特集
  - FMたちかわ・調布FM（2023年5月20日・5月27日放送）[83][84]
- 多摩ZOOフェス
  - 多摩動物公園・ヒノトントンZOO・井の頭自然文化園（2023年6月10日・6月17日放送） [85][86]
- 多摩の文具メーカー三銃士
  - ノウト（府中市）・ハイモジモジ（三鷹市）・あたぼう（日野市）（2023年6月24日・7月1日放送）[87][88]
- 西武多摩川線（2023年7月8日・8月12日放送）[89][90]
- 妄想多摩物語（2023年8月5日放送）[19]
- 多摩フルーツフェスティバル
  - 梨・ブルーベリー・ぶどう・みかん（2023年8月19日放送）[91]
- 多摩の牛乳（2023年9月16日・9月23日放送）[92][93]
- 高尾山（2023年10月14日・10月21日放送）[94][95]
- 紅白多摩合戦
  - 第1回（2023年12月30日放送）[96]
  - 第2回（2024年12月28日放送）[97]
- 妄想多摩地図を作ってみた（2024年1月20日・1月27日放送）[98][99]
- 多摩の美術館（2024年3月16日放送）[100]
- 多摩のラーメン（2024年3月30日・4月6日放送）[101][102]
- 府中くらやみ祭（2024年4月27日・5月4日放送）[103][104]
- 多摩川（2024年5月11日・5月18日放送）[105][106]
- 多摩フットサルスペシャル
  - ペスカドーラ町田・立川アスレティックFC（2024年5月25日・6月1日放送）[107][108]
- 多摩ミュージックメモリーズ
  - 林家つる子編（2024年6月29日放送）[109]
  - 土屋礼央編（2024年7月13日放送）[110]
- 狛江市（2024年7月6日放送）[111]
- 第1回 多摩かるた大会（2025年1月4日放送）[112]
- 多摩都市モノレール（2025年2月15日・2月22日放送）[113][114]
- 多摩の星空（2025年3月15日・3月22日放送）[115][116]
- 多摩ロケ
  - Auberge TOKITO（2025年3月29日放送）[117]
  - MAO RINK（2025年4月5日放送)[118]